# Linea (quotidiano)
Linea - Quotidiano nazionalpopolare è stato un quotidiano politico a diffusione nazionale, appartenente alla "Linea soc. coop.".
Il quotidiano ha iniziato le pubblicazioni nel 1998  come organo ufficiale del Movimento Sociale Fiamma Tricolore con direttore politico Pino Rauti, e riprendeva il nome del settimanale Linea, fondato e diretto dallo stesso Rauti alla fine degli anni settanta. Ha sospeso le pubblicazioni nel 2011.

## Storia
Il Direttore politico è stato Pino Rauti con Claudio Pescatore come direttore responsabile.
Il foglio, dopo le diverse scissioni del partito, si è distaccato dal Movimento Sociale - Fiamma Tricolore nel 2002, ricostituendosi sotto forma di cooperativa, intraprendendo una linea politica più svincolata, pur rimanendo un quotidiano indipendente e per diversi aspetti
molto critico verso la coalizione di centro-destra.
Dal 1998 al 2010 il quotidiano ha avuto vari restyling grafici nel corso degli anni, sempre per mano del grafico editoriale e giornalista, Carlo Pompei, con relativo controllo produzione e qualità ed un raddoppio della foliazione (passando da 8 a 16 pagine).
Il giornale nel marzo 2011 ha di nuovo ridotto la foliazione a otto pagine, totalmente in bianco e nero, per contenere i costi di stampa.
Linea ha sospeso le pubblicazioni nel dicembre 2011 per esaurimento fondi a disposizione a causa della mancata erogazione dei contributi editoria, in seguito alla Delibera N. 390/11/CONS dell'AGCOM per supposta violazione della legge n. 416/1981 per gli anni 2006/2008, a carico del direttore.